# Långaskögledammen
Långaskögledammen är en sjö i Eksjö kommun i Småland och ingår i Emåns huvudavrinningsområde. Sjöns area är 0,015 kvadratkilometer och den befinner sig 205 meter över havet.